# Federico Maria Zinelli
Federico Maria Zinelli (Venezia, 23 giugno 1805 – Treviso, 24 novembre 1879) è stato un vescovo cattolico italiano.

## Biografia
Era figlio di Niccolò Zinelli e Laura Francesca Dolfin, sposata in seconde nozze dal padre, già vedovo della nobile Giacinta Zorzi.
Di origini veneziane, e di nobili natali, fu conosciuto per la grande cultura e le rigide posizioni teologiche.
In ambito ecclesiastico rivestì il ruolo di direttore del seminario di Venezia, quindi di canonico teologo di San Marco e poi di vicario generale del patriarcato.
Il 23 agosto 1861 venne indicato dal governo asburgico come vescovo di Treviso, nomina confermata il 30 settembre successivo da papa Pio IX.
In questa veste, partecipò a Roma al Concilio Vaticano I, celebratosi tra il 1869 e il 1870, quando fu interrotto a causa della Presa di Roma. Prese parte ai lavori come componente della Commissione De Fide, presieduta dal cardinale Luigi Maria Bilio e fu uno degli ideatori della costituzione Pastor Aeternus che, come noto, definisce il dogma dell'infallibilità papale, di cui scrisse il terzo capitolo.
Nell'aprile dell'anno 1875 richiese la collaborazione attiva di Giuseppe Sarto (il futuro San Pio X), che nominò cancelliere vescovile. Verso l'estate dello stesso anno fu colpito da apoplessia, tanto da non riuscire quasi più ad esercitare le proprie funzioni episcopali.
Mantenne comunque il proprio ufficio fino alla morte, avvenuta sul finire del mese di novembre dell'anno 1879, a seguito della quale il suo cancelliere Giuseppe Sarto redasse il seguente comunicato:
"Oggi 24 del mese di Novembre dell'anno 1879 alle ore 9 1/2 antimeridiane (in seguito a congestione cerebrale, da cui venne assalito il 20 nov. alle ore 12 meridiane all'incirca), munito dei conforti della Religione, e specialmente benedetto dal S. P., passava agli eterni riposi S. Eccell. Illma et Revma Mons. Federico Maria Nob. Zinelli, vescovo di Treviso, nato a Venezia il 23 giugno 1805, nominato vescovo il 21 agosto 1861, preconizzato il 30 settembre successivo, consacrato in Udine l'11 feb. 1862, dopo aver retto la diocesi con singolare prudenza, col coraggio dell'apostolo, colla carità del padre. La città è desolatissima per la irreparabile sciagura, da cui è colpita, e si dispone a dimostrare la propria riconoscenza al proprio veneratissimo vescovo in tutti i modi possibili. Il Signore lo accolga nel suo seno, e l'anima di quel benedetto ci impetri presto un altro vescovo, al quale possiamo esibire la stessa servitù, lo stesso ossequio, la stessa illimitata obbedienza, che per tanti anni abbiamo a Lui esibita, unico conforto che ci resta in tanta amarezza." C. Gius. Sarto Canc. Vesc.
La salma fu inizialmente tumulata nella tomba sacello presso la chiesa di Santa Bona di Treviso che lo stesso Zinelli aveva fatto predisporre e costruire. Successivamente, nel 1931, le spoglie furono trasportate nella cattedrale di Treviso presso la cappella della Madonna. Ora riposa nel sepolcreto dei vescovi diocesani nella cripta della cattedrale.

## Opere (selezione)
- Dei due metodi analitico e sintetico. Discorso dell'abate Federico Maria Zinelli, Venezia, Tipografia Picotti, 1832[6]
- Lezioni Teologali intorno agli errori del giorno. Lette le domeniche dopo la pentecoste del MDCCCLXI dall'illustrissimo e reverendissimo Monsignore Federico Maria Nob. Zinelli, vescovo eletto di Treviso, Venezia, Tipografia Perini, 1861[7]
- In doctrinam catholicam de librorum prohibitione ut errores nonnulli recens vulgati repellantur, Treviso, Tipografia Caietani, 1863[8]

## Genealogia episcopale e successione apostolica
La genealogia episcopale è:
- Cardinale Scipione Rebiba
- Cardinale Giulio Antonio Santori
- Cardinale Girolamo Bernerio, O.P.
- Arcivescovo Galeazzo Sanvitale
- Cardinale Ludovico Ludovisi
- Cardinale Luigi Caetani
- Cardinale Ulderico Carpegna
- Cardinale Paluzzo Paluzzi Altieri degli Albertoni
- Papa Benedetto XIII
- Papa Benedetto XIV
- Papa Clemente XIII
- Cardinale Marcantonio Colonna
- Cardinale Giacinto Sigismondo Gerdil, B.
- Cardinale Giulio Maria della Somaglia
- Cardinale Carlo Odescalchi, S.I.
- Cardinale Fabio Maria Asquini
- Cardinale Giuseppe Luigi Trevisanato
- Vescovo Federico Maria Zinelli

La successione apostolica è:
- Vescovo Antonio Polin (1874)